# Hossam Abdel-Moneim
Hossam Abdel-Moneim (Egipto, 12 de febrero de 1975) es un exfutbolista egipcio.

## Trayectoria
Fue internacional con la selección de fútbol de Egipto y disputó la Copa Africana de Naciones 2000. También formó parte del plantel que disputó la Copa FIFA Confederaciones 1999. Fue campeón de la Premier League de Egipto en las temporadas 2000-2001, 2002-2003 y 2003-2004.